# Teuchestes brachysomus
Teuchestes brachysomus är en skalbaggsart som beskrevs av Semyon Martynovich Solsky 1874. Teuchestes brachysomus ingår i släktet Teuchestes och familjen Aphodiidae. Inga underarter finns listade i Catalogue of Life.